# Cascades Female Factory
Cascades Female Factory var ett australiskt kvinnofängelse i South Hobart, Tasmanien, Australien. Området omfattar fem gårdsplaner, en kyrkogård och uthusbyggnader och ligger inom ett rektangulärt stadskvarter. 
Fängelset byggdes 1828 och var i drift fram till 1856. Det var avsett för att ta bort kvinnliga straffångar från negativ påverkan och frestelser i Hobart men också skydda samhället från vad som sågs som deras omoral och korrupta påverkan. Fabriken låg dock i ett område av ett fuktigt träskområde och med överbeläggning, dåliga sanitetsförhållanden och otillräckligt med mat och kläder, var sjukdomsfrekvensen och dödligheten hög bland internerna.
Cascades Female Factory är den enda kvarvarande kvinnliga fabriken med bevarade lämningar som ger en känsla av hur förhållandena var på dessa. Anläggningen är uppsatt på Australian National Heritage List och ingår i världsarvet Australiska straffångeplatser.
Cascades Female Factory är öppet alla dagar (förutom under jul) och har regelbundna guidade turer.